# Вабі

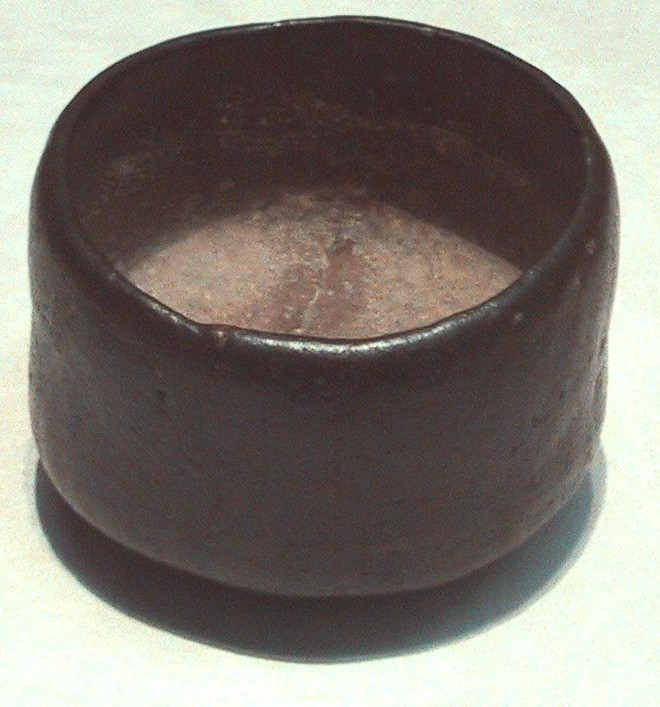
Чорна чашка, виготовленна з дотриманням принципу вабі (16 століття).

Вабі (яп. 侘び, わび, «самота», «простота») — естетичний принцип простоти в Японії. Популяризований дзенськими монахами як засіб для досягнення буддистського просвітлення. Набув поширення в середньовічній культурі з середини 15 століття, особливо в чайній церемонії та поезії хайку. Походить від японських слів «вабіру» (侘びる) — «перебувати на самоті» та «вабісії» (侘びしい) — «бути вбогим, одиноким», які згодом набули значень «насолоджуватися спокоєм» і «бути простим, вишуканим». Базується на принципі простоти, скромності, чистоти, неповноти. Передбачає відмову від прикрас, галасу, помпезності, повноти.
Вабі належить до одного з «чотирьох мірил прекрасного» (сабі, вабі, сібуї, юґен), що описані у книзі Всеволода Овчинникова «Гілка сакури». Вабі — це відсутність чого-небудь химерного, помітного, навмисного, тобто в уявленні японців вульгарного. Вабі — це краса буденного, мудра стриманість, краса простоти.

## Історія
Вабі-сабі має коріння в давньокитайському даосизмі та дзен-буддизмі. Вона почала формувати японську культуру, коли дзен-буддист Мурата Джуко (村田珠光, 1423-1502) модифікував чайну церемонію. Він запровадив прості, грубі, дерев'яні та глиняні інструменти замість золота, нефриту та порцеляни популярного на той час чайного сервізу в китайському стилі. Приблизно через сто років чайний майстер Сен но Рікю (千利休, 1522 - 21 квітня 1591) представив вабі-сабі королівській родині завдяки своєму проекту чайного будинку. "Він побудував чайну з такими низькими дверима, що навіть імператор мусив би вклонитися, щоб увійти, нагадуючи всім про важливість смирення перед традицією, таємницею і духом".